# Dobreni
Dobreni là một xã thuộc hạt Neamț, România. Dân số thời điểm năm 2002 là 3685 người.